# Anatolí (ort i Grekland, Thessalien)
Anatolí är en ort i Grekland.   Den ligger i prefekturen Nomós Larísis och regionen Thessalien, i den centrala delen av landet, 210 km norr om huvudstaden Aten. Anatolí ligger 890 meter över havet och antalet invånare är 188.
Terrängen runt Anatolí är kuperad åt nordost, men åt sydväst är den bergig. Terrängen runt Anatolí sluttar söderut. Runt Anatolí är det ganska glesbefolkat, med 29 invånare per kvadratkilometer. Närmaste större samhälle är Agiá, 6,1 km sydost om Anatolí. Trakten runt Anatolí består till största delen av jordbruksmark.